# Alfred von Bake
 (juin 2023).
Alfred Georg Bake, depuis 1907 von Bake (né le 8 mars 1854 à Belgershain et mort le 12 avril 1934 à Fribourg-en-Brisgau) est un fonctionnaire prussien.

## Biographie
Bake est le fils du propriétaire terrien Theodor Bake (1815-1890), propriétaire de Teuchern et autres, et d'Agnes Malwine Heyne.
Bake est diplômé de l'école Saint-Thomas de Leipzig en 1874. Il effectue ensuite son service militaire en tant que volontaire d'un an dans le 15e régiment d'uhlans. Il sert ensuite comme officier de réserve. Le 14 avril 1878, il devient sous-lieutenant du 7e régiment de cuirassiers et plus tard premier lieutenant de la cavalerie de la Landwehr.
Dans les années suivantes, il étudie le droit à Heidelberg, Strasbourg, Leipzig et à l'Université de Halle-Wittemberg. Il termine ses études par l'examen d'avocat stagiaire à la Cour d'appel de Naumbourg.
À partir de 1880, il travaille comme stagiaire du gouvernement, d'abord pour le district de Wiesbaden et plus tard le district de Mersebourg. En 1883, il réussit l'examen d'assesseur du gouvernement avec la note "suffisante". La même année, il se marie le 1er août 1883 à Rüdesheim avec la fille du fabricant Maria Ewald (née le 25 janvier 1862 à Odenkirchen et mort le 16 août 1943), ils ont deux enfants :
- Toska von Bake (née le 6 septembre 1884 à Cassel et mort le 16 mars 1970 à Constance ; mariée le 8 octobre 1904 à Trèves avec Erwin Theodor von Kaulla (de) (1877-1956))[2]. Parents de l'acteur, auteur et scénariste Guido von Kaulla (de) (1909-1991)[3] ;
- Werner von Bake (né le 9 décembre 1887 à Sankt Goarshausen et tombé en tant que membre des pilotes de première ligne allemands en 1916)[1],[4],[5] .

Il est employé par le district de Cassel en tant qu'assesseur. En 1886, il est initialement chargé de l'administration du bureau de l'administrateur de l'arrondissement de Saint-Goarshausen à titre provisoire et peu de temps après définitivement. En 1891, il est transféré dans l'arrondissement de Sarrebruck au même poste.
En 1899, Bake retourne au district de Wiesbaden. Il y est conseiller supérieur du gouvernement et vice-président du district. À partir de 1903, il est président du district de Trèves. Le 6 août 1907 avec un diplôme daté du 29 septembre 1907, il est élevé à la noblesse héréditaire prussienne à Rominten (de). Du 6 janvier 1908 jusqu'à sa retraite le 30 septembre 1919, il est président du district d'Arnsberg.
Bake est membre de l'Association d'histoire et d'archéologie de Westphalie (de), de l'Association provinciale de Westphalie de science et d'art, de l'Association historique de Dortmund et du comté de la Marck (de) et du Comité provincial pour la conservation des monuments naturels de la province de Westphalie.
Son frère est le propriétaire terrien et économiste prussien Theodor von Bake (1849-1921), qui a déjà été anobli le 27 janvier 1906. Son neveu est le propriétaire terrien de Pessin et de Bakerode Alfred Egon Gustav von Bake (né en 1888).

## Décorations
- Ordre de la Couronne de 2e classe avec étoile
- Ordre de l'Aigle rouge de 2e classe avec feuilles de chêne
- Récompense de service de 1re classe
- Médaille de la Croix-Rouge de 3e lasse
- Ordre du Lion de Zaeringen, de 1re classe
- Commandeur honoraire de l'ordre du Mérite du duc Pierre-Frédéric-Louis
- Croix de fer sur ruban blanc
- Caractérisation en tant que véritable haut conseiller privé (1913)